# Jennifer Ehle

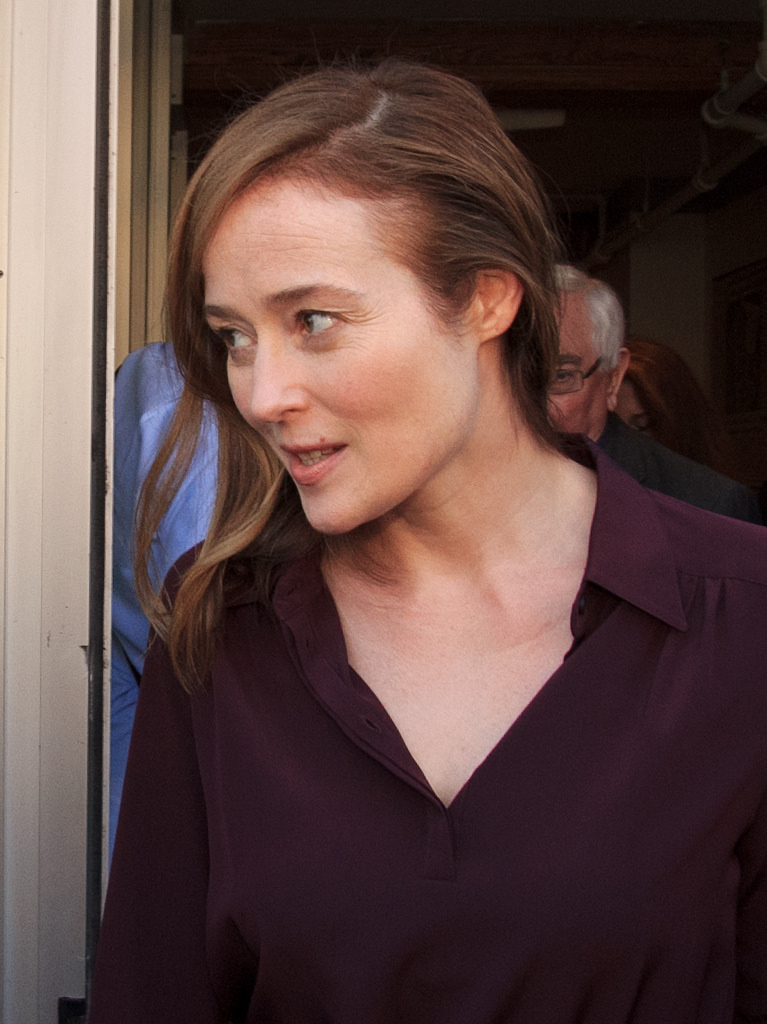
Jennifer Ehle auf dem Toronto International Film Festival 2016

Jennifer Anne Ehle (* 29. Dezember 1969 in Winston-Salem, North Carolina) ist eine US-amerikanische Schauspielerin.

## Leben und Karriere
Jennifer Ehle ist die Tochter der britischen Schauspielerin Rosemary Harris und des US-amerikanischen Autors John Ehle. Ausgebildet wurde sie an der Londoner Central School of Speech and Drama. 
Ehle wurde vor allem durch ihre Darstellung der Elizabeth Bennet in der BBC-Verfilmung von Jane Austens Klassiker Stolz und Vorurteil (1995) bekannt. Für diese Rolle erhielt sie unter anderem den BAFTA-Award. Danach drehte sie vermehrt im Kino, darunter die Filme Paradise Road (1997), Oscar Wilde (1997), Ein Hauch von Sonnenschein (1999) und Besessen (2002).
Neben ihrer Arbeit als Schauspielerin für Film und Fernsehen ist Ehle auch eine renommierte Bühnendarstellerin, die für ihre Rolle in Tom Stoppards Theaterstück The Real Thing 2001 einen Tony Award erhielt. 2007 erhielt sie einen weiteren Tony Award für die Rolle der Malwida von Meysenbug in The Coast of Utopia. 2010 sollte sie neben Sean Bean die Rolle der Catelyn Stark in der HBO-Fernsehserie Game of Thrones spielen. Nachdem die Pilotfolge der ersten Staffel gedreht worden war, wurde die Rolle jedoch mit Michelle Fairley neu besetzt, weshalb einige Szenen neu gedreht werden mussten.
Seit dem 29. November 2001 ist Ehle mit dem Autor Michael Ryan verheiratet, mit dem sie einen Sohn (* 2003) und eine Tochter (* 2009) hat.

## Filmografie (Auswahl)
- 1994: Backbeat
- 1995: Stolz und Vorurteil (Pride and Prejudice)
- 1997: Paradise Road
- 1997: Oscar Wilde (Wilde)
- 1999: Ein Hauch von Sonnenschein (The Taste of Sunshine)
- 2002: Besessen (Possession)
- 2005: The River King
- 2008: Das Gesetz der Ehre (Pride and Glory)
- 2010: The King’s Speech
- 2011: Der Plan (The Adjustment Bureau)
- 2011: The Ides of March – Tage des Verrats (The Ides of March)
- 2011: Contagion
- 2011–2012: A Gifted Man (Fernsehserie, 16 Episoden)
- 2012: Zero Dark Thirty
- 2014: RoboCop
- 2014–2015: The Blacklist (Fernsehserie, 2 Episoden)
- 2014: Black or White
- 2014: Der Auftrag – Für einen letzten Coup ist es nie zu spät! (The Forger)
- 2014: Die Gärtnerin von Versailles (A Little Chaos)
- 2015: Fifty Shades of Grey
- 2015: Spooks – Verräter in den eigenen Reihen (Spooks: The Greater Good)
- 2016: Little Men
- 2016: Umweg nach Hause (The Fundamentals of Caring)
- 2016: A Quiet Passion
- 2017: Fifty Shades of Grey – Gefährliche Liebe (Fifty Shades Darker)
- 2017: I Kill Giants
- 2017: Wetlands
- 2018: The Miseducation of Cameron Post
- 2018: Monster! Monster? (Monster)
- 2018: Fifty Shades of Grey – Befreite Lust (Fifty Shades Freed)
- 2018: Vox Lux
- 2018: The Attack – Enter the Bunker (Take Point)
- 2018: The Looming Tower (Fernsehserie, 3 Episoden)
- 2019: Stunde der Angst (The Wolf Hour)
- 2019: The Professor and the Madman
- 2019: Run This Town
- 2019: Saint Maud
- 2021: Das Versteck (John and the Hole)
- 2022: She Said
- 2022–2023: 1923 (Fernsehserie, 4 Episoden)
- 2023: Dead Ringers (Fernsehserie, 6 Episoden)
- 2023–2024: Special Ops: Lioness (Fernsehserie, 4 Episoden)
- 2024: Law & Order: Organized Crime (Fernsehserie, 5 Episoden)
- 2025: East of Wall
- 2025: Our Hero, Balthazar